# レティシア・ロメロ
レティシア・ロメロ・ゴンサレス（スペイン語: Leticia Romero González、1995年5月28日 - ）は、スペインの女子プロバスケットボール選手。

## 来歴
2010年、リーガ・フェミニーナ・バロンセストのCSKイスラス・カナリアにてトップリーグデビュー。
2013年、カンザス州立大学に留学。1年は試合平均14.2得点5.8リバウンド5.0アシストを記録、ビッグ12カンファレンスのオールフレッシュマンとセカンドチームに選出。
2年になるとフロリダ州立大学に移り、NCAA規則により開幕13試合欠場も試合平均10.1得点5.3リバウンドを記録しACCセカンドチームに選ばれる。
2017年のWNBAドラフトでコネティカット・サンより2巡目全体16位で指名された。
大学卒業後は欧州に戻りチェコのUSKプラハと契約
ナショナルチームでは15歳でユース代表に選ばれ2010年から2015年まで5個のメダルを獲得。2014年に19歳でシニア代表デビュー。2017年まで58試合出場平均2.6得点を記録、2016年リオデジャネイロオリンピックと世界選手権、ユーロバスケット2大会に出場した。